# Sylvester Charles
Sylvester Charles (Saint Thomas, 11 febbraio 1962) è un ex cestista americo-verginiano.

## Carriera
Con le Isole Vergini Americane ha disputato i Campionati americani del 2003.